# باشگاه فوتبال المپیک آلس
باشگاه فوتبال المپیک آلس (انگلیسی: Olympique Alès) یک باشگاه فوتبال فرانسوی است که در سال ۱۹۲۳ در بخش آلس تأسیس شد. این باشگاه در حال حاضر در لیگ ملی ۲، سطح چهارم سیستم لیگ فوتبال فرانسه، بازی می کند. این باشگاه در گذشته شش فصل در لیگ ۱ بازی کرده است.